# Oliver Wardrop
sir John Oliver Wardrop (ur. 1864, zm. 1948) – brytyjski dyplomata, podróżnik i tłumacz.

## Życiorys
Po podróży po Gruzji w 1887 roku napisał książkę Królestwo Gruzji, opublikowaną w następnym roku. W 1894 roku odbył kolejną podróż do tej krainy, zajął się wówczas nauką języka gruzińskiego oraz opublikował serię książek o Gruzji. Od 1906 do 1910 roku pełnił obowiązki przedstawiciela Wielkiej Brytanii w Rumunii. W lipcu 1919 roku minister spraw zagranicznych Wielkiej Brytanii, George Curzon, zaproponował mu stanowisko przedstawiciela w Tbilisi. W czasie walk gruzińsko-radzieckich starał się o wsparcie dla władz gruzińskich i pomoc materialną dla armii. W lutym 1921 wojska bolszewickie zajęły Gruzję, kładąc kres niepodległej republice. Po powrocie do Wielkiej Brytanii zajął się organizowaniem społeczności gruzińskiej i Komitetu Gruzińskiego w Londynie. W 1930, razem z Williamem Allenem, założył Georgian Historic Society. Jego siostra, Marjory Wardrop, jest autorką tłumaczenia dwunastowiecznego dzieła Szoty Rustaweliego Rycerz w tygrysiej skórze na język angielski.
Olivier Wardrop jest także autorem katalogu manuskryptów gruzińskich ze zbiorów British Museum.
Zmarł w 1948 roku.